# Camptotypus viridipennis
Camptotypus viridipennis là một loài tò vò trong họ Ichneumonidae.